# 钟落潭站
钟落潭站是广州地铁14号线的一座高架车站，位於广州市白云区广从七路广龙路口东北侧。车站于2018年12月28日随14號線一期通车而启用。

## 車站結構

### 车站楼层
本站共有三层，地面为設備層，车站附近为105國道、广龙路，钟落潭镇及沿街商鋪和村鎮住宅等。地上二層為站廳層，地上三层為月台層。
| 地上三层 | 4 站台   | █14号线 嘉禾望岗方向（下站：竹料）                       |  |  |
|          | 岛式站台 |                                                          |  |  |
|          | 2 站台   | █14号线 嘉禾望岗方向（下站：竹料）                       |  |  |
|          | 1 站台   | █14号线 东风方向（下站：马沥）                           |  |  |
|          | 岛式站台 |                                                          |  |  |
|          | 3 站台   | █14号线 东风方向（下站：马沥）                           |  |  |
| 地上二层 | 站厅     | 售票機、客服中心、商店、警务室、安检设施、卫生间、母婴室 |  |  |
| 地面     | 出入口   | 设备房、市政设施                                         |  |  |

### 站厅

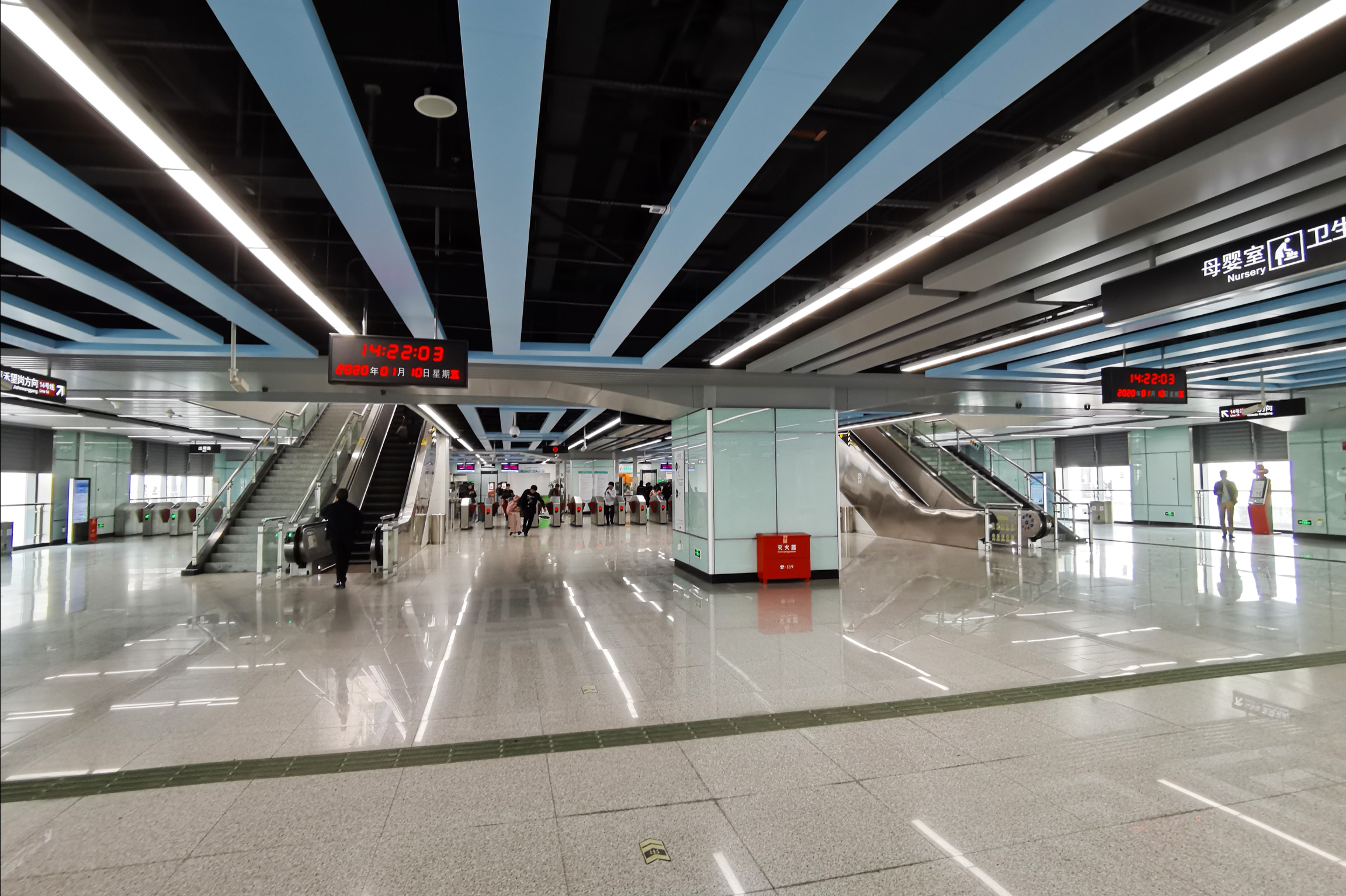
站厅

钟落潭站站厅設有售票機及客務中心；亦设有便利店、自动售卖机和自动售卡/充值机等自助服务设施。
为方便行人进出，钟落潭站站厅南侧被划分为收费区，收费区内各自设有三條扶手电梯、兩組楼梯和一台专用电梯供乘客前往不同方向的月台。
另外，本站的卫生间及母婴室均设于站厅付费区内南侧。

### 月台

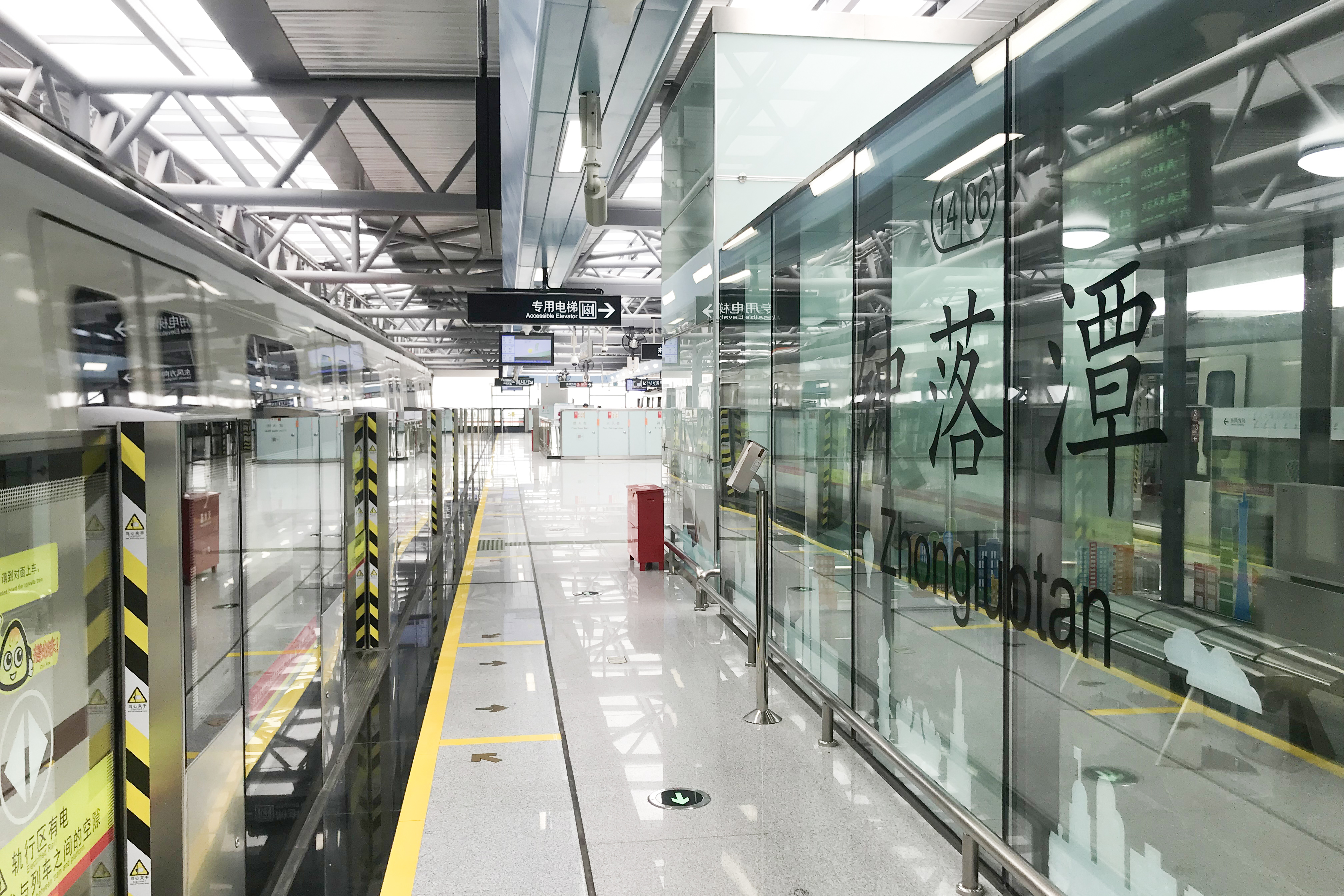
1号站台

钟落潭站在105國道中心的上空设有两个並排的岛式月台。
本站作為14號線的快慢車越行站，因此設有四條路軌。但14號線首期開通至今，因列車班次尚未加密，故只使用本站作為越行車站。現時在本站经停的普通車会停靠外側的3號及4號月台上下客；而内侧的1號和2號站台作為備用站台，全天供快车越行使用，在車站開通初期更未获得站台编号，直到2020年4月才分別獲編為1號及2號月台。
另外，本站东风方向一端的正线处设有一条渡线。

### 出入口
钟落潭站目前设有3个出入口供乘客进出。
|                                           |                                                       |      |          |                                        |
| 編號                                      | 设施                                                  | 圖片 | 出口指示 | 建議前往的目的地                       |
| A                                         | 盲道标志 · 升降机标志 · 无障碍通道标志 · 扶手电梯标志 |      | 广从七路 | 地铁钟落潭站公交车站（北行）           |
| B1                                        | 盲道标志 · 升降机标志 · 无障碍通道标志 · 扶手电梯标志 |      | 广从七路 | 钟升东路、地铁钟落潭站公交车站（南行） |
| B2                                        | 扶手电梯标志                                          |      | 广从七路 | 广龙路                                 |
| 註： 設有 \| 設有 \| 設有 \| 設有扶手電梯 |                                                       |      |          |                                        |

## 接驳交通
| 公交（地铁钟落潭站） \| 编号 \| 编号 \| 线路 \| 线路 \| 线路 \| 收费 \| 备注 \| \| ---- \| ---------- \| --------------------- \| --------------------- \| ------------------------ \| --------------------- \| ---------------------- \| \| \| 650 \| 大罗村（省女子监狱） \| ⇆ \| 知识城南（地铁何棠下站） \| 3元 \| \| \| \| 655 \| 广东青年职业学院 \| ⇆ \| 良田保税路 \| 2元 \| \| \| \| 709 \| 花都北兴 \| ⇆ \| 钟落潭（白云星汇城） \| 3元 \| 经莘田村 \| \| \| 716 \| 富力金港城 \| ⇆ \| 钟落潭（白云星汇城） \| 2元 \| \| \| \| 725 \| 地铁新和站 \| ⇆ \| 钟落潭（白云星汇城） \| 2元 \| \| \| \| 726 \| 沙田村 \| ⇆ \| 钟落潭公交总站 \| 2元 \| \| \| \| 734 \| 广州华南商贸职业学院 \| ⇆ \| 寮采村委 \| 2元 \| \| \| \| 808 \| 已于2025年5月1日停办 \| 已于2025年5月1日停办 \| 已于2025年5月1日停办 \| 已于2025年5月1日停办 \| 已于2025年5月1日停办 \| \| \| 979 \| 马洞森林公园 \| ⇆ \| 良田村委 \| 2元 \| \| \| \| 高峰快线34 \| 已于2023年8月20日停办 \| 已于2023年8月20日停办 \| 已于2023年8月20日停办 \| 已于2023年8月20日停办 \| 已于2023年8月20日停办 \| \| \| 夜116 \| 花都北兴 \| ⇆ \| 钟落潭（白云星汇城） \| 3元 \| 经杨一村 714路附属线路 \| \| \| 夜118 \| 地铁钟落潭站 \| ⇆ \| 马洞森林公园 \| 3元 \| 650路附属线路 \| |            |                       |                       |                          |                       |                        |
| 编号 | 编号       | 线路                  | 线路                  | 线路                     | 收费                  | 备注                   |
| | 650        | 大罗村（省女子监狱）  | ⇆                     | 知识城南（地铁何棠下站） | 3元                   |                        |
| | 655        | 广东青年职业学院      | ⇆                     | 良田保税路               | 2元                   |                        |
| | 709        | 花都北兴              | ⇆                     | 钟落潭（白云星汇城）     | 3元                   | 经莘田村               |
| | 716        | 富力金港城            | ⇆                     | 钟落潭（白云星汇城）     | 2元                   |                        |
| | 725        | 地铁新和站            | ⇆                     | 钟落潭（白云星汇城）     | 2元                   |                        |
| | 726        | 沙田村                | ⇆                     | 钟落潭公交总站           | 2元                   |                        |
| | 734        | 广州华南商贸职业学院  | ⇆                     | 寮采村委                 | 2元                   |                        |
| | 808        | 已于2025年5月1日停办  | 已于2025年5月1日停办  | 已于2025年5月1日停办     | 已于2025年5月1日停办  | 已于2025年5月1日停办   |
| | 979        | 马洞森林公园          | ⇆                     | 良田村委                 | 2元                   |                        |
| | 高峰快线34 | 已于2023年8月20日停办 | 已于2023年8月20日停办 | 已于2023年8月20日停办    | 已于2023年8月20日停办 | 已于2023年8月20日停办  |
| | 夜116      | 花都北兴              | ⇆                     | 钟落潭（白云星汇城）     | 3元                   | 经杨一村 714路附属线路 |
| | 夜118      | 地铁钟落潭站          | ⇆                     | 马洞森林公园             | 3元                   | 650路附属线路          |

## 歷史
本站最早在2003年的地铁规划方案出现，為當時的新华线的其中一個車站。後來新華線分拆為來往花都區的9號線和來往從化區的14號線，本站成為14號線的車站之一。 本站在规划及建設時命名为钟落潭站。2018年3月，廣州地鐵集團向廣州市民政局地名委員會申報十四号线车站沿线站名，最終經公示確定以钟落潭站作為車站正式名稱。
2018年1月30日，本站主体结构封顶，为14号线最后一座封顶车站。2018年9月26日，包括本站在内，14号线嘉禾望岗至马沥段举行“三权移交”，随即展开运营调试，随后于同年12月28日下午2时，本站随14號線一期通车而启用。
2022年年末疫情期间，本站曾受防控措施影响，于2022年11月21日至27日暂停服务。